# Swetlana Igorewna Lutschizkaja
Swetlana Igorewna Lutschizkaja (russisch Светлана Игоревна Лучицкая; * 12. Mai 1960) ist eine sowjetisch-russische Historikerin.

## Leben
Lutschizkajas Eltern Igor Wladimirowitsch Lutschizki und Anna Iwanowna Anatoljewa und ihr Großvater Wladimir Iwanowitsch Lutschizki waren Geologen, während ihr Urgroßvater Iwan Lutschyzkyj Historiker war. Sie studierte an der Lomonossow-Universität Moskau (MGU) in der Historischen Fakultät mit Abschluss 1982.
Ab 1982 arbeitet Lutschizkaja im Institut für Allgemeine Geschichte der Akademie der Wissenschaften der UdSSR (AN-SSSR, seit 1991 Russische Akademie der Wissenschaften (RAN)) in Moskau. 1989 wurde sie nach Verteidigung ihrer Dissertation über die Struktur, Entwicklung und Charakteristika der herrschenden Klasse des Königreichs Jerusalem zur Kandidatin der historischen Wissenschaften promoviert. 1995 hielt sie als DAAD-Stipendiatin Vorlesungen an den Universitäten Würzburg und München. 1996–1997 arbeitete sie als Stipendiatin der Fondation Maison des Sciences de l’Homme an der Université Paris Diderot. Sie nahm an internationalen Konferenzen in Clermont-Ferrand (1995), Toulouse (1995), Göttingen (1997), Leeds (1998), Jerusalem (1999) und Paderborn (2002) teil.
Seit 1998 arbeitet Lutschizkaja auch als führende wissenschaftliche Mitarbeiterin im Institut für Weltkultur der MGU und leitet die Abteilung für Kultur und Wissenschaft des mittelalterlichen und modernen Europas. 2002 wurde sie nach Verteidigung ihrer Doktor-Dissertation über das Bild des Islam in den Chroniken der Kreuzzüge zur Doktorin der historischen Wissenschaften promoviert.
Lutschizkaja ist Vizehauptherausgeberin und ständige Autorin des Periodikums Odysseus. Der Mensch in der Geschichte und organisiert dazu eine Konferenzreihe. Sie schrieb einige Artikel für die Enzyklopädie der mittelalterlichen Kulturen, zu deren Herausgebern sie gehörte. 2003 hielt sie einen eingeladenen Vortrag an der École des hautes études en sciences sociales in Paris. Im Institut für Allgemeine Geschichte der RAN leitet sie das Zentrum für Kultur und historische Anthropologie. Ihre gegenwärtige Forschungsschwerpunkte sind die Geschichte der christlichen Wahrnehmung der Gläubigen anderer Religionen und die mittelalterliche Ikonografie.